# Viișoara (Botoșani)
Viișoara is een Roemeense gemeente in het district Botoșani.
Viișoara telt 2222 inwoners.